# Theodor Escherich
Theodor Escherich (ur. 29 listopada 1857 w Ansbach – zm. 15 lutego 1911 w Wiedniu) – niemiecko-austriacki lekarz pediatra. Profesor uniwersytetów w  Monachium, Grazu, i od 1902 w Wiedniu. Jego ojciec, Ferdinand Escherich, był lekarzem i statystykiem. Matka była córką pułkownika bawarskiej armii. 
Theodor rozpoczął naukę w szkole jezuickiej. Studia medyczne podjął w 1876 na uczelni w Würzburgu. Pobierał nauki na różnych uczelniach i dużo podróżował; przez kilka lat był asystentem profesora Karla Gerhardta. W 1884 przeniósł się do Monachium i tam kontynuował badania do 1890. Jego badania nad florą jelitową noworodków doprowadziły ok. 1885 do odkrycia bakterii Escherichia coli oraz do opracowania jej udziału w wywoływaniu biegunek oraz schorzeń dróg moczowych. Badania nad bakteriami E. coli w późniejszych latach doprowadziły do kilku odkryć nagradzanych później Nagrodą Nobla, np. tych Joshuy Lederberga. Od 1887 wykładał na Uniwersytecie Ludwika i Maksymiliana w Monachium. Równocześnie pracował w klinice pediatrycznej. W 1890 został profesorem i dyrektorem szpitala św. Anny w Grazu.  W latach 1902–1911 przebywał w Wiedniu; wykładał na tamtejszej uczelni i był szefem szpitala. Escherich zajmował się tam organizacją ochrony zdrowia niemowląt i założył szkołę pielęgniarek. Był jednym z pionierów wykorzystania promieni rentgenowskich w pediatrii. W 1906 Franciszek Józef przyznał mu tytuł Hofrata. 
Opublikował ponad 150 artykułów i 3 monografie.